# Philodromus buxi
Philodromus buxi là một loài nhện trong họ Philodromidae.
Loài này thuộc chi Philodromus. Philodromus buxi được Eugène Simon miêu tả năm 1884.